# Тикатэцу-Акацука (станция)
Станция Тикатэцу-Акацука (яп. 地下鉄赤塚駅 тикатэцу акацука эки) — железнодорожная станция на линиях Фукутосин и Юракутё расположенная в специальном районе Нэрима, Токио. Станция обозначена номером F-03 на линии Фукутосин и Y-03 на линии Юракутё. Была открыта 24 июня 1983 года. На станции установлены автоматические платформенные ворота.

## Планировка станции
Одна платформа островного типа и 2 пути.
| 1 | Линия Юракутё                 | Котакэ-Мукаихара・Икэбукуро・Юракутё・Син-Киба       |
| 1 | Линия Фукутосин               | Котакэ-Мукаихара・Икэбукуро・Синдзюку-Сантёмэ・Сибуя |
| 2 | Линия Юракутё Линия Фукутосин | Вакоси・Синрин-Коэн                                  |

## Близлежащие станции
| «                           |                   | Линия            |               | »             |
| Линия Юракутё               | Линия Юракутё     | Линия Юракутё    | Линия Юракутё | Линия Юракутё |
| --------------------------- | ----------------- | ---------------- | ------------- | ------------- |
| Тикатэцу-Наримасу           | Тикатэцу-Наримасу | Local            | Хэйвадай      | Хэйвадай      |
| Линия Фукутосин             |                   |                  |               |               |
| Тикатэцу-Наримасу           | Тикатэцу-Наримасу | Local            | Хэйвадай      | Хэйвадай      |
| Тикатэцу-Наримасу           | Тикатэцу-Наримасу | Commuter Express | Хэйвадай      | Хэйвадай      |
| Express: не останавливается |                   |                  |               |               |